# Lorentz Dietrichson
Lorentz Henrik Segelcke Dietrichson (Bergen, 1 januari 1834 - Kristiania, 6 maart 1917) was een Noorse hoogleraar, kunsthistoricus en dichter.

## Biografie
Dietrichson was de zoon van Fredrik Dietrichson (1800-1852) en Marie Heiberg Dahl (1808-1883). Hij groeide als enig kind op in Bergen, in sociaal-culturele kringen. Aanvankelijk studeerde Dietrichson theologie aan de Universiteit van Christiania, maar hij was er meer geïnteresseerd in om zijn literaire en artistieke interesses te cultiveren. Dietrichson veranderde dan ook van studierichting. Als student componeerde hij veel studentenliederen die in 1859 werden verzameld en gepubliceerd.
In 1862 besloot Dietrichson echter literatuurgeschiedenis achter zich te laten om zich volledig te kunnen storten op kunstgeschiedenis, wat dichter bij zijn interesses lag. Datzelfde jaar trouwde hij met schilderes Johanne Mathilde Bonnevie. Na zijn afstuderen was Dietrichson een tijdlang docent aan de Universiteit van Uppsala. Vervolgens maakte hij een lange reis naar het zuiden, door München en Venetië naar Rome, waar hij tot 1865 woonde.
In 1869 werd Dietrichson benoemd tot professor aan de Koninklijke Zweedse Academie voor Schone Kunsten in Stockholm. Zes jaar later verhuisde hij naar de Universiteit van Christiania, waar hij aan de slag ging als hoogleraar kunstgeschiedenis. Daar had men doorgaans een hekel aan hem en werd hij beschouwd als een 'amateur' en een 'bekrompen nationale romanticus'.
Dietrichson reisde vaak en voor lange tijd naar het buitenland om kunstcollecties te bestuderen. In 1880-1881 reisde hij naar Italië, Griekenland, Palestina en Egypte en in 1884 naar Rusland, Polen, Silezië en Engeland om middeleeuwse houten kerkarchitectuur te bestuderen. In zijn leven bezocht Dietrichson bijna alle Europese landen en als docent bijna alle grote steden in Noorwegen, Zweden en Finland.
Zijn basiswerk over de Noorse staafkerken uit 1892 was de eerste coherente presentatie van de geschiedenis van de staafkerk. Het boek is het meest uitgebreide in zijn onderwerp. In het werk sprak Dietrichson zijn vrees uit dat onwetendheid zou leiden tot het verlies van oude kerkelijke culturele monumenten.

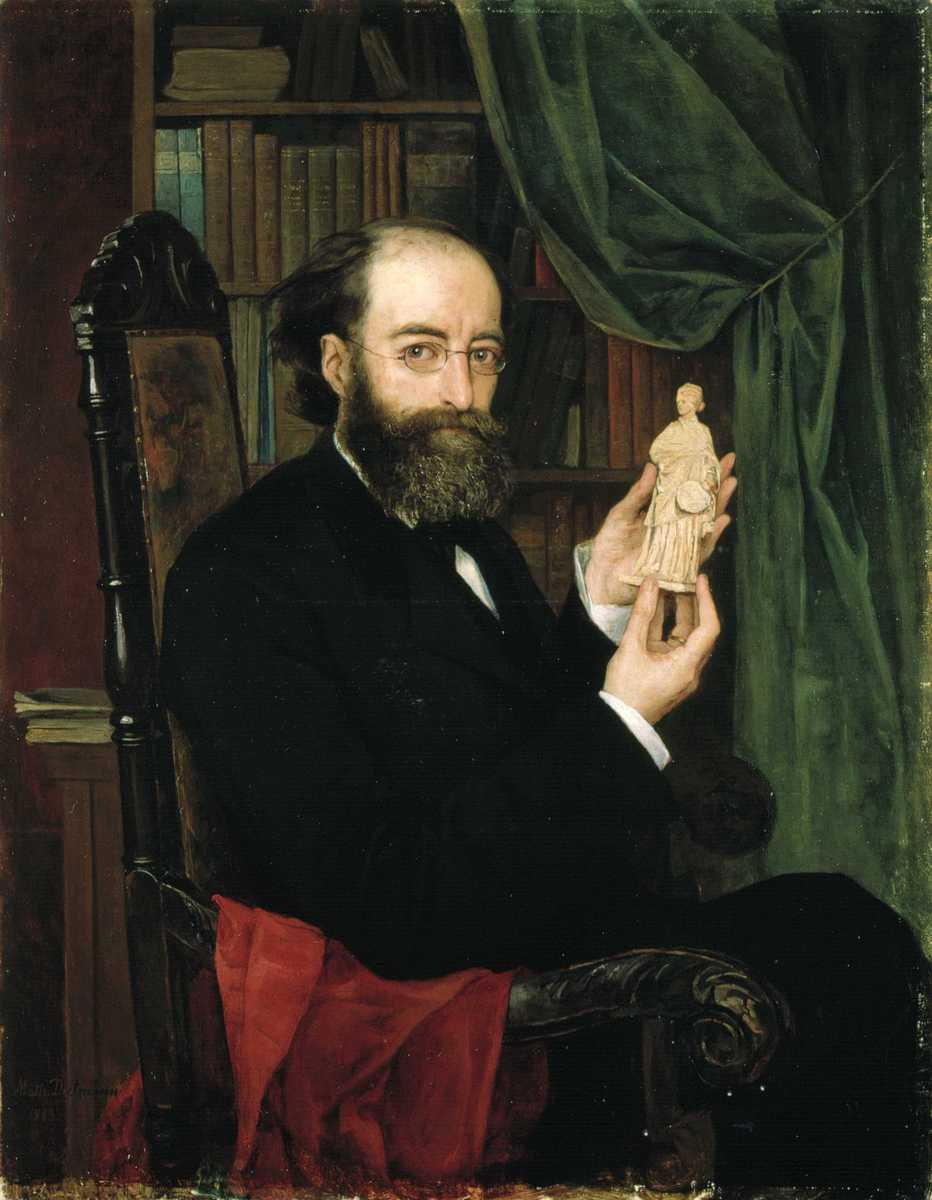
Portret van Lorentz Dietrichson geschilderd door zijn vrouw Johanne Mathilde Dietrichson in 1883.

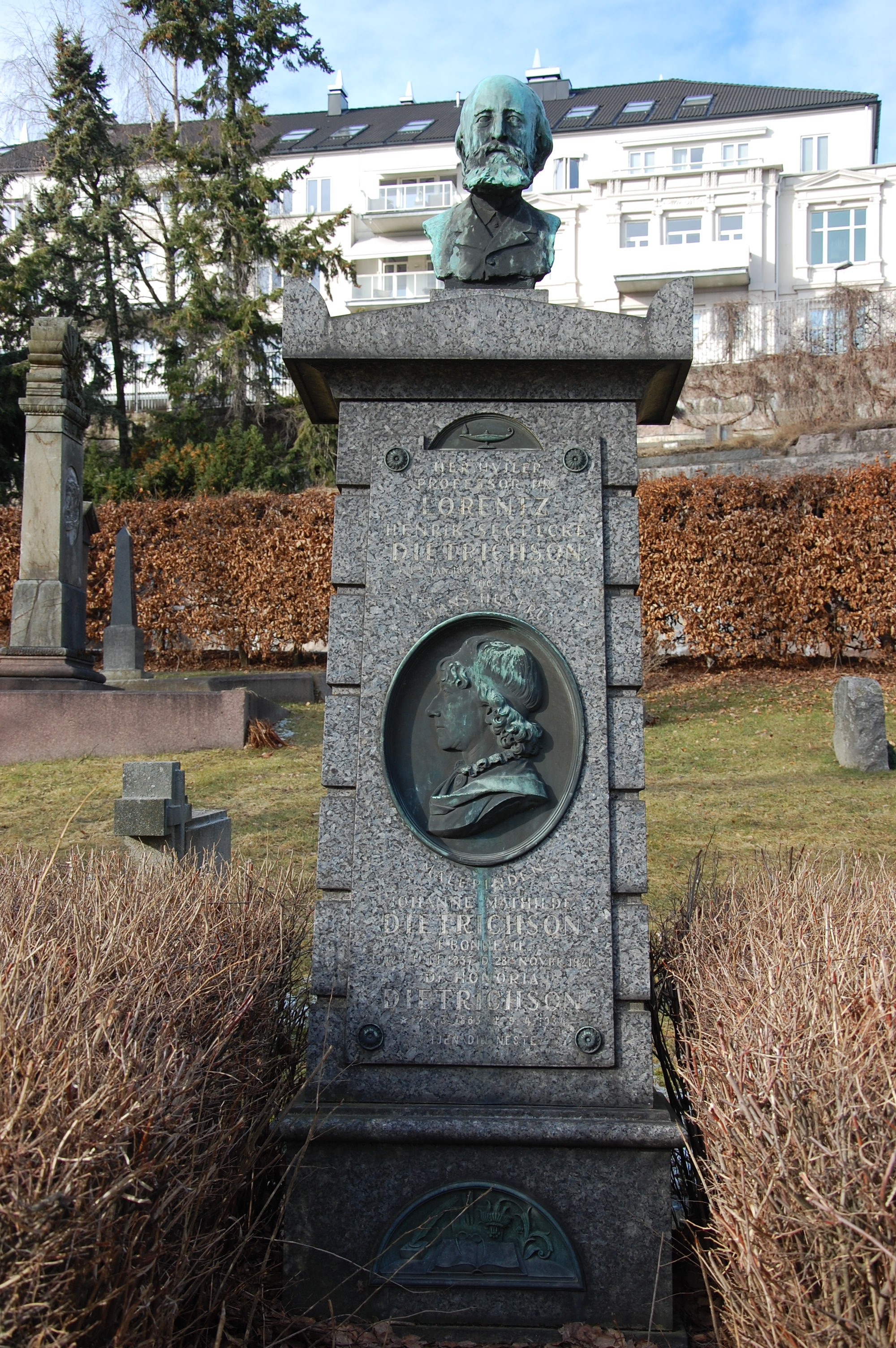
Het graf van Lorentz Dietrichson en zijn vrouw Johanne op de begraafplaats Vår Frelsers in Oslo. De buste is gemaakt door de Noorse kunstenaar Gustav Vigeland.

## Publicaties
- Samfundsviser af Jørgen Latiner, 1859
- Indledning i Studiet af Danmarks Literatur i vort Aarhundrede, 1860
- Omrids af den norske Poesis Historie, 1866-69
- Madonnabilden, 1870
- En arbetare, 1872
- Det skönas verld, 2 bd., 1872-79
- Karl Folkunge, 1874
- Fra min Vandringstid, 1-3, 1875-77
- Den norske Treskærerkunst, 1878
- Adolf Tidemand, hans Liv og Værker, 1878-79
- Kivleslaatten, 1879
- Kristusbilledet, 1880
- Monografi over Michelangelo, 1880
- Antinoos, eine kunstarchäologische Untersuchung, 1883
- Fra kunstens verden, 1885
- Det norske Nationalgaleri, dets Tilblivelse og Udvikling, 1887
- Sammenlignende Fortegnelse over Norges Kirkebygninger i Middelalderen og Nutiden, 1888
- De norske Stavkirker, 1891-92
- Die Holzbaukunst Norwegens, 1893
- Svundne Tider, 4 bd., 1896-1917
- Omrids af den kirkelige Kunstarkeologi, 1902
- Monumenta Orcadica. Nordmændene paa Orknøerne og deres efterladte Mindesmærker, 1906
- Vore Fædres Værk. Norges Kundt i Middelalderen, 1906
- Den norske Elfenbensskærer Magnus Berg, 1912